# Pfarrkirche Mariae Geburt (Iosefin)

Pfarrkirche Mariae Geburt, 1901, rechts im Bild

Die Pfarrkirche Mariae Geburt (rumänisch Biserica romano-catolică Iosefin) ist eine römisch-katholische Kirche und ein denkmalgeschütztes historisches Gebäude am Bulevardul Regele Carol I Nr. 15 im IV. Bezirk Iosefin (deutsch Josefstadt) der westrumänischen Stadt Timișoara (deutsch Temeswar).

## Geschichte
Die römisch-katholische Kirche im Quartier Iosefin ist nach dem Dom zu Timișoara und der Vorgängerin der heutigen Piaristenkirche Heiliges Kreuz die älteste Kirche der Stadt. Sie wurde von 1772 bis 1774 im Stil des Barocks gebaut und im Dezember 1775 durch Leonhardus Rothenbach im Auftrag des Bischofs des Csanáder Bistums, Franz Anton Engl Graf von Wagrain, zum Fest der Mariä Geburt am 8. September geweiht. Es wird angenommen, dass der Architekt aus Wien stammte. Bis zur Errichtung ihrer eigenen Pfarrkirchen war diese Kirche auch für die römisch-katholischen Gläubigen der benachbarten Bezirke Mehala (bis 1888) und Elisabetin (bis 1919) zuständig.
Während der Ungarischen Revolution wurde besonders der Turm der Kirche im Zuge der Belagerung von 1849 schwer beschädigt, wonach dieser 1861 abgerissen und mit einem höheren Turm nach Plänen des Architekten Johann von Schuster ersetzt wurde. Das Dach des neuen Turms wurde mit Platten aus Kupfer und Zink gedeckt. Die Turmuhr war die erste und bis 1838 einzige öffentliche Uhr in dem Quartier. Die Glocken der Kirche wurden im November 1923 gefertigt und stammen aus der Werkstatt von Antal Novotny.
Im November des Jahres 1889 fanden erneut Reparaturen und bauliche Veränderungen statt. Weitere Arbeiten in den Jahren 1928 und 1929 befassten sich mit der seit 1774 genutzten Krypta der Kirche, und 1935 wurde das Augenmerk des Architekten Lázár auf das Haupttor und die Gebäudefassaden gerichtet. Die bisher letzte Renovierung der Kirche wurde 2010 nach Plänen des Architekten König ausgeführt.

## Beschreibung
Auf dem von László Szántó gefertigten barocken Hauptaltar aus dem Jahr 1935 befindet sich ein Porträt der Jungfrau Maria aus dem späten achtzehnten Jahrhundert. Die Sitzbänke stammen von demselben Künstler. Im Innenhof der Kirche befindet sich die 1723 gefertigte und damit älteste steinerne Statue des Heiligen Nepomuk, die auch das älteste Denkmal der Stadt ist.
Die beiden hölzernen Statuen seitlich des Hauptaltars, die den Heiligen Joachim und die Heilige Anna darstellen, datieren vor das Jahr 1778. Die beiden Seitenaltäre im barocken Stil wurden zu Ehren des Franz von Assisi und der Heiligen Anna angelegt. Der dritte Altar, im romanischen Stil gehalten, stammt aus dem Jahre 1895 und wurde der Verehrung des Heiligsten Herzens Jesu errichtet. Ein Glasgemälde zeigt den Heiligen Josef. Das in der Nähe der Kirche stehende eisernes Kreuz stammt aus dem Jahr 1832.

## Orgel
Die Orgel der Pfarrkirche wurde von Franz Kecskés gefertigt, der zuvor als Orgelbaumeister in der Werkstatt von Carl Leopold Wegenstein tätig war. Das Instrument wurde 1980 von Walter Kindl überholt.
Disposition der Orgel:
| I Hauptwerk C–g3       |       |   |
| Principal              | 8′    |   |
| Salicional             | 8′    |   |
| Gamba (vakant)         | 8′    |   |
| Copula major           | 8′    | A |
| Vox coelestis (vakant) | 8′    |   |
| Octave                 | 4′    |   |
| Copula minor           | 4′    | A |
| Quinte (vakant)        | 2 ⁄3′ |   |
| Flöte                  | 2′    | A |
| Mixtur III             | 2′    | A |

| II Schwellwerk           |       |
| Gedeckt                  | 8′    |
| Vox coelestis (ab c0 II) | 8′    |
| Rohrflöte                | 4′    |
| Principal                | 2′    |
| Quinte                   | 1 ⁄3′ |

| Pedal C–d1 |     |
| Subbass    | 16′ |
| Cello      | 8′  |

Anmerkungen
A = Alt